# أوتوبه
أوتوبه هي بلدية في اليابان، وبلدة في اليابان، تقع في مقاطعة نيشي، بلغ عدد سكانها 3,793 نسمة وذلك حسب إحصائيات سنة 2018، تبلغ مساحتها 162.59 كيلومتر مربع.